# Márkó Futács
Márkó Futács (ur. 22 lutego 1990 w Budapeszcie) – węgierski piłkarz grający na pozycji napastnika w węgierskim klubie MTK.

## Kariera klubowa
Swoją karierę piłkarską Futács rozpoczął w klubie z Budapesztu, Ferencvárosi TC. W 2006 wyjechał do Francji i został zawodnikiem młodzieżowej drużyny AS Nancy. W sezonie 2008/2009 grał w rezerwach tego klubu. W 2009 został piłkarzem Werderu Brema. W sezonie 2009/2010 grał w rezerwach Werderu w trzeciej lidze niemieckiej. Latem 2010 został wypożyczony do FC Ingolstadt 04. Zadebiutował w nim 21 sierpnia 2010 w przegranym 1:4 domowym meczu z FC Augsburg. W Ingolstadt spędził rok.
W 2011 Futács został piłkarzem Portsmouth F.C., grającego w Football League Championship. Swój debiut w Portsmouth zaliczył 10 września 2011 w przegranym 3:4 wyjazdowym meczu z West Ham United. W Portsmouth rozegrał 29 meczów i strzelił 3 gole.
W 2012 Futács przeszedł do Leicester City. Zadebiutował w nim 19 września 2012 w wygranym 2:1 domowym meczu z Burnley F.C. Na początku 2013 został wypożyczony do Blackpool F.C. W nim swój pierwszy mecz rozegrał 5 marca 2013. Blackpool zremisowało w nim 1:1 na wyjeździe z Birmingham City.
W 2013 Futácsa wypożyczono do Diósgyőri VTK. W węgierskiej ekstraklasie zadebiutował 14 września 2013 w wygranym 2:0 wyjazdowym spotkaniu z Puskás Akadémia FC. W Diósgyőri strzelił 9 goli w 22 meczach.
W 2014 Futács podpisał kontrakt z Mersin İdman Yurdu. Zadebiutował w nim 30 sierpnia 2014 w przegranym 0:1 domowym meczu z Beşiktaşem JK. W 2016 trafił do Hajduka Split.
12 stycznia 2019 podpisał kontakt z MOL Vidi FC.
| Sezon   | Klub               | Kraj      | Rozgrywki     | Mecze | Bramki |
| ------- | ------------------ | --------- | ------------- | ----- | ------ |
| 2008/09 | AS Nancy B         | Francja   | CFA           | 12    | 3      |
| 2009/10 | Werder Brema II    | Niemcy    | 3. Liga       | 13    | 3      |
| 2010/11 | FC Ingolstadt 04   | Niemcy    | 2. Bundesliga | 23    | 2      |
| 2011/12 | Portsmouth         | Anglia    | Championship  | 29    | 5      |
| 2012/13 | Leicester City     | Anglia    | Championship  | 9     | 1      |
| 2012/13 | Blackpool          | Anglia    | Championship  | 4     | 0      |
| 2013/14 | Diósgyőri VTK      | Węgry     | NB I          | 22    | 9      |
| 2014/15 | Mersin İdman Yurdu | Turcja    | Süper Lig     | 26    | 4      |
| 2015/16 | Mersin İdman Yurdu | Turcja    | Süper Lig     | 4     | 0      |
| 2016/17 | Hajduk Split       | Chorwacja | Prva HNL      |       |        |

## Kariera reprezentacyjna
W swojej karierze Futács grał w młodzieżowych reprezentacjach Węgier na różnych szczeblach wiekowych. W 2009 wystąpił z reprezentacją Węgier na Mistrzostwach Świata U-20, na których Węgry zajęły 3. miejsce. 5 marca 2014 zadebiutował w dorosłej reprezentacji Węgier w przegranym 1:2 towarzyskim spotkaniu z Finlandią, rozegranym w Győrze.